# Детва
Де́тва (словац. Detva, венг. Gyetva) — город в центральной Словакии у подножья Вепорских Врхов. Население — около 15 тыс. человек.

## История
Детва была основана в 1638 и долгое время была небольшой деревенькой, где жили пастухи и дровосеки. В 1787 Ян Вагач заложил здесь первую в Словакии «бриндзарень», которая производила брынзу и сейчас являющейся одной из лучших в Словакии. Лишь в 1955 году в Детве был построен завод «Подполянске строярне», который производил модификации известных военной техники как Sd Kfz 251, БТР-50, БМП-1, БМП-2, а также строительную технику, и так деревня стала городом.
Несмотря на отсутствие древностей, Детва имеет славу своеобразной фольклорной столицы Словакии. По всей стране известны детванские костюмы, песни, танцы. Каждый год здесь проводится несколько фестивалей.

## Население
| Год:                | 1994   | 2004    | 2014    | 2024    |
| ------------------- | ------ | ------- | ------- | ------- |
| Количество человек: | 15 276 | 15 043  | 14 965  | 13 523  |
| Разница:            |        | −1,52 % | −0,51 % | −9,63 % |

## Достопримечательности
- Фарный костёл

## Известные уроженцы
- Йожеф Отто — венгерский спортивный деятель